# Всеволод Ольгович
Все́волод О́льгович (д.-рус. Всеволодъ Ѡлговичь; ? — 30 липня/1 серпня 1146) — руський князь із династії Рюриковичів, роду Ольговичів. Великий князь Київський (5 березня 1139 — 1 серпня 1146). Князь сіверський (1115—1127), чернігівський (1127—1139). Старший син чернігівського князя Олега Святославича. Хрещене ім'я — Кирило; також Все́волод-Кири́ло О́льгович. У західній традиції — Все́волод II.

## Біографія

### До захоплення Чернігова
1111 року Всеволод разом з Святополком II Ізяславичем та іншими князями ходив на половців. За Василем Татищевим Всеволод до приходу в Чернігів займав тмутараканський престол. Наступ половців привів до розриву зв'язків Тмутаракані з митрополією. У 1117 року гарнізон та населення покинули Білу Вежу (Саркел). Тмутараканська земля скоротилась до клаптика в гирлі Дону і володінь на Таманському та Керченському півостровах, населення яких схилялося до візантійської опіки. Історик Г. Литаврін припускає, що у цей час князівство було приєднане до Візантії. Це далеко не безсумнівно. Анна Комніна, яка детально описала діяльність батька, ніде не згадувала про похід на північ Чорного моря. Всеволод був рішучий князь, не боявся ризикувати, йому під силу було утримати і Тмутаракань.

### Захоплення Чернігова
1127 року він вигнав з Чернігова свого дядька Ярослава Святославича, а всю його дружину перебив. Великий князь Мстислав Великий, об'єднавшись з братом Ярополком переясловським, пішов у похід на Всеволода. Всеволод, будучи людиною хитрою, діяв більше розумом чим зброєю — він обдарував київських бояр різними дарами, аби тільки ті стали на його бік перед великим князем. Зокрема у цій справі невільним союзником Всеволода виявився ігумен Андріївського монастиря Григорій, який незважаючи на всі зусилля Ярослава, зумів вмовити великого князя київського зберегти мир. Таким чином Всеволод залишився князювати у Чернігові.

### Боротьба з Мономаховичами
1134 року, коли Великим князем уже був Ярополк II, Всеволод уклав союз з Ізяславом Мстиславичем і його братом Святополком, які розпочали війну проти своїх дядьків. В цей же час, заручившись підтримкою половців, Всеволод почав готуватись до війни з Мономаховичами, відправивши гонців сказати їм: 
| «Ви перші почали нас губити». |
Ярополк з братами Юрієм I Довгоруким та Андрієм виступив проти Всеволода, вони переправились через Дніпро, захопили поселення біля Чернігова, і зупинились. Всеволод вже не міг дати бій Ярополку так як, не прийшовши вчасно на допомогу його підвели половці. Але Ярополк, постоявши кілька днів біля Чернігова, неочікувано повернувся в Київ, навіть не зустрівшись з Всеволодом. Напевно він гадав, що достатньо налякав Всеволода, і просто не схотів проливати даремної крові. Але все вийшло навпаки: коли до Всеволода нарешті поспіли половці з Мстиславичами, він одразу пішов з ними в Переясловську землю, почав нищити села та міста і убивати людей. Дійшов до Києва, підпалив Городець. Перебивши та переловивши люд який не встиг втекти на правий берег, половці винищили майже все на лівому березі Дніпра. Через те що Дніпро, у цей час був вкритий недосить міцною кригою, половці захопили безліч різної худоби. По цій же причині Ярополк, не мав можливості переправитись на інший берег та прогнати їх. Постоявши три дні біля Городця, Всеволод повернувсь назад в Чернігів, звідки відразу розпочав перемовини з Мономаховичами про перемир'я, яке і було досягнуто до чергового княжого з'їзду. Для повного миру, Всеволод вимагав від у Ярополка Курськ та все посем'я, які свого часу були відібрані у чернігівських князів Мономаховичами. З метою розколу небезпечного для себе союзу Ольговичів з Мстиславичами, Ярополк був змушений задовольнити Ізяслава віддавши йому Володимир-Волинський. Після чого вже Всеволод був вимушений миритись з Ярополком, так і не отримавши свого.

### Захоплення Переяслава
1135 року Всеволод, разом з дружиною прийшов до Переяслава проти Андрія Володимировича, стояв біля міста три дні, б'ючись об міські мури. Довідавшись, що Ярополк іде на допомогу брату, Всеволод відступив до верхів'я Супія і там чекав київського князя. Ярополк, не дочекавшись київських полків, кинувся у бій з однією дружиною, перебив половців, а навздогін послав найкращу частину дружини на чолі з тисяцьким. Решта дружини, в жорстокій битві була розбита чернігівцями. Повернувшись за Дніпро, київський князь почав збирати нове військо. Всеволод перейшовши Десну став біля Вишгорода, але простоявши 7 днів не наваживсь переправлятись через Дніпро, тому повернувся назад у Чернігів, звідки розпочав перемовини з київськими князями про перемир'я, але цього разу безуспішно. Це було в кінці літа. А вже зимою Всеволод таки форсував Дніпро і почав спустошувати київську землю, дійшовши аж до самого Києва, до річки Либідь. Ярополк зібрав нову дружину, але воювати не став, а уклав мир віддавши Всеволоду Посім'я та Курськ.
1138 — новгородці прогнали від себе брата Всеволода — Святослава, ця подія стала новим підґрунтям для чергової війни. Всеволод заручившись підтримкою половців, почав спустошувати Переяславську землю по річці Сула. Андрій Володимирович переяславський, хотів було уже тікати з міста, але Всеволод помирився з ним, а з половцями взяв Прилук. Тут він дізнався про підготовку Мономаховиичів до битви, тому поспішив відступити у свою Чернігівську землю. Ярополк з військами пішов за ним. Всеволод перелякався, і хотів уже тікати до половців, але його зупинили чернігівці: 
| «Ти хочеш тікати до половців, а землю свою погубити, так навіщо ж ти тоді повертаєшся сюди? Краще відступи, та проси перемир'я, ми знаємо Ярополкове милосердя, він не радий кровопролиттю, Бога ради, заради землі Руської він помириться». |
Всеволод дослухався до мешканців, і почав просити у Ярополка миру. Той, будучи Божою людиною, подібно батьку своєму Володимиру Мономаху згодився на мир.

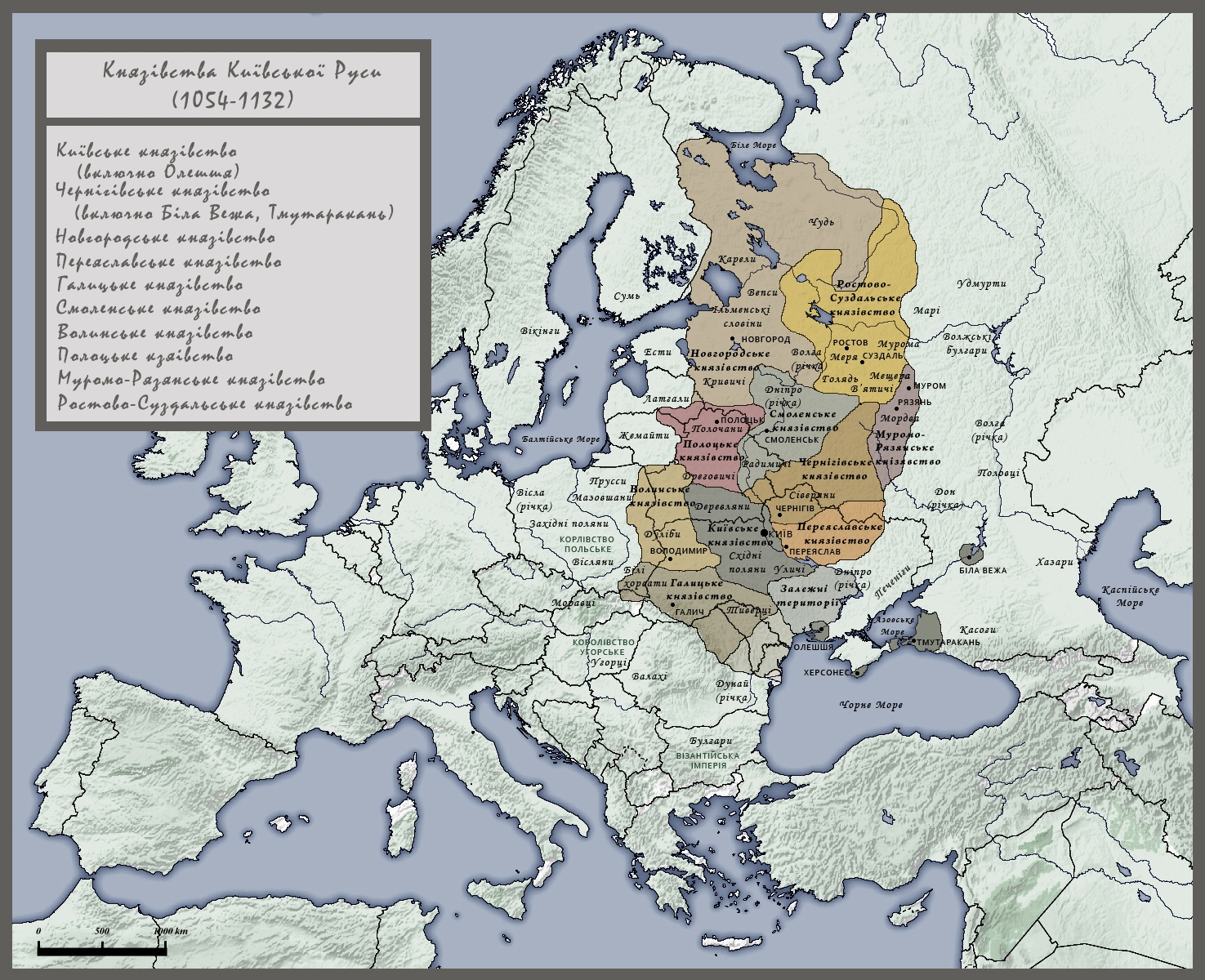
Князівства Київської Русі у 1054–1132 рр.

### Великий князь Київський
1139 року Ярополк Володимирович помер. Згідно з родом його, престолонаслідником мав стати його брат В'ячеслав Володимирович. Але як тільки Всеволод Ольгович дізнався про смерть Ярополка, і що тепер за великого князя київського В'ячеслав Володимирович, негайно зібрав невелику дружину і разом зі своїми братами, рідним Святославом і двоюрідним Володимиром Давидовичем, переправивсь через Дніпро та зайняв Вишгород. Звідси, перегруповувавшись, пішов на Київ. Став біля Копирева і почав підпалювати двори в цій частині міста, одночасно пославши гінців сказати В'ячеславу: 
| «Йди з добром із Києва». |
В'ячеслав відправив до нього митрополита Михайла II з такою відповіддю: 
| «Я, брат, прийшов сюди на місто братів своїх, Мстислава та Ярополка, по заповіді батьків наших; якщо ж ти, брат, захотів стола цього, залишивши батьківщину свою, то йди, я буду меньшим тебе, пішовши в твою землю попередню, а Київ тобі». |
Таким чином Всеволод зайшов у Київ, за словами літописців, з честю та славою великою. Але він розумів, що тільки ворожба між Мономаховичами зможе залишити йому київський стіл, тому в першу чергу розпочав намагання заручитись підтримкою наймогутнішого з них, Ізяслава Мстиславича. Що, чесно кажучи, через близькі родинні давнішні зв'язки, йому було нескладно зробити. За деякими даними Всеволод послав сказати Ізяславу: 
| «Після батька твого Київ належить тобі, але дяді твої не дадуть тобі в ньому княжити, сам знаєш, що дотепер вас завжди звідси гнали, і якщо б не я, то ніякої землі вам би не дісталось взагалі, тому тепер я хочу Київ взяти, а вас буду мати за рідних братів, і не тільки надам добрі землі вам, а й Київ по смерті власній віддам тобі; тільки ви не об'єднуйтесь з дядями своїми проти мене». |
Ізяслав погодився, договір освятили клятвою хрещеного цілування. Але вирішивши питання з шуринами своїми Мстиславичами, Всеволод мав порозумітись і з рідними та двоюрідними братами — Ольговичами, та Давидовичами. Аби мати підтримку обох, Всеволод згідно з літописами обіцяв рідному Ігорю та двоюрідному Володимиру Чернігів після себе, але сівши в Києві віддав Чернігів Володимиру Давидичу, і таким чином зіткнув лобами рідних братів з двоюрідними. Хоча згідно з іншими, також дуже ймовірними даними, він братам своїм обіцяв: як тільки візьме Київ то прожене мономаховичів взагалі з усіх земель, які роздасть рідним братам, а двоюрідним залишить Чернігів. Коли ж київський стіл був підкорений, Всеволод побоявсь діяти проти мономаховичів, аби тільки не підштовхувати їх до об'єднання проти нього, це пояснює чому Всеволод пересварив власних братів одних з іншими. Але незважаючи на всю свою хитрість, дуже скоро Всеволоду довелось збройно відстоювати своє київське верховенство. Бунтівником став Юрій Долгорукий, наступний після В'ячеслава син Мономаха. Він став листуватися з Андрієм Переяславським, а до небіжа Ростислава Мстиславича їздив у Смоленськ. Тоді Всеволод вирішив випередити їх, напавши на кожного окремо, відібравши їхні землі, та роздавши їх братам своїм згідно з домовленостями попередніми. Він надіявсь на власну силу, говорить літопис, сам хотів всю землю тримати. Відправивши у похід Ізяслава Давидовича проти Ізяслава Мстиславича, сам Всеволод пішов проти Андрія Переяславського. Зупинившись біля Дніпра відправив листа Андрію 
| «Іди у Курськ». |
Андрій відмовився, після чого розбив відправлене до нього Всеволодом військо Святослава Ольговича. Наступного дня Всеволод помиривсь з Андрієм, скоріш за все на умовах, що Андрій відмовиться від союзу з мономаховичами. Все йшло до хрещеного цілування… Андрій уже цілував хрест, як вночі загорівся Переяслав. Всеволод, перелякавшись Божого гніву відправив листа Андрію: 
| «Бачиш, я ще хреста не цілував, тому аби хтів зробити тобі лихо - то зробив би; ти ж поцілувавши хрест, виконаеш свою клятву - добре, ні - Бог суддя тобі». |
Помирившись з Андрієм, Всеволод пішов назад у Київ, де уклав мир з Ізяславом Мстиславичем. Всі Мономаховичі залишились на своїх землях. Набагато складніше було Всеволоду з власними братами. Всі Ольговичі, були невдоволені землями своїми, заздрили один одному.
1142 — після смерті Андрія Володимировича, Всеволод перевів у Переяслав його брата В'ячеслава, а Турів віддав сину Святославу. Братам же не дісталось нічого. Після чого Володимир та Ізяслав Давидович домовились з молодшими Ольговичами — Ігорем та Святославом про спільні дії проти неправди старшого брата. Але Всеволод, все рівно не хотів надавати їм земель на Київщині, а пропонував міста: Берестя, Дрогичин, Чорторийськ, Клецьк. Брати відповіли йому на це: 
| «Ти брат нам старший, але якщо не даси нам В'ятську землю, ми самі підемо шукати». | — посварившись з Всеволодом, пішли брати військами на Переяслав, але зустрілись там з полками Ізяслава Володимирича. Ізяслав розбив їх, та вигнав геть із землі переяславської. Всеволод позвав з монастиря, двоюрідного брата Миколу Святошу, та послав до братів сказати їм: 
| «Брати мої, візьміть від мене з любов'ю що вам даю я: Городець, Рогачів, Брест, Дрогочин, Клецьк». | Цього разу, покірно з'явившись у Київ, брати згодились. Але Всеволоду, який зберіг свої володіння тільки завдяки розбрату, та ворожбі між іншими князями, не подобався союз між братами; аби зіткнути лобами їх, він сказав давидовичам: 
| «Тікайте від братів моїх, я вас обділю». |
Ті, спокушившись на обіцянки Всеволода, зрадили клятву — зайняли його бік. Всеволод зрадів їх розбрату, і надав Давидовичам чотири міста, а братам своїм тільки два. Ольговичі, з неволі погодились на міста два, але затаїли злобу та нелюбов до Всеволода. Як не як змирившись з братами своїми, Всеволод розсварився з Володимирком Володаровичем галицьким, через сина свого (Святослав Всеволодович тоді мав стіл по сусідству з Галичем — у Володимир-Волинському). Князі почали звинувачувати один одного, і Володимирко відіслав у Київ хрещену грамоту (тобто розірвав мир). Всеволод пішов проти нього з усіма союзними князями та поляками. По словам літописця, всі вони примушували Володимирка неволею приїхати до Всеволода та вклонитись, але той не хотів і чути про це, натомість заручився підтримкою угорців. Всеволод пішов на Теребовлю, Володимирко вийшов назустріч йому, але битись вони не могли, тому що війська роз'єднувала річка Серет, тому обоє пішли під берегами до Звенигорода. Всеволод став по одну сторону Звенигорода, Володимирко — по іншу. Невеличка річка роз'єднувала їхні полки. Тоді Всеволод наказав робити мости, війська його перейшли річку і зайшли якраз в тил Володимирку, відрізавши його від Перемишля та Галича. Галичани захвилювались, тому Володимкро, через Ігоря Ольговича вимушений був шукати миру. Всеволод погодився на перемир'я. Владимирко, виїхавши на зустріч йому уклонився, та дав 1400 гривень срібла. Всеволод поцілувавшись з Володимирком сказав йому: 
| «Це ціль твоя, не гріши». | І віддав йому назад два міста захоплені Ізяславом Давидовичем. Срібла собі Всеволод не взяв всього, а розділив між братами своїми. Але мир цей не тривав довго. Всеволод прихистив у себе Івана Ростиславича, небіжа Володимиркового, який за відсутності дяді захопив Галич, але не зміг там втриматись.
1145 — Всеволод зібрав братів своїх, рідних та двоюрідних, а також шурина Ізяслава Мстиславича, сказав їм — Володимир Мономах посадив після себе на столі старшого сина свого Мстислава, а Мстислав — брата свого Ярополка; так і я, коли Бог забере мене, залишаю Київ після себе брату своєму Ігорю." Ізяслав Мстиславич був дуже невдоволений, але вдіяти нічого не міг — цілував з усіма хрест, що признає Ігоря, хоч і з примусу. Коли всі брати зібрались у Всеволода, сказав він їм: 
| «Ігоре! Цілуй хрест, що будеш братів любить своїх, а ви, Володимир, Святослав, та Ізяслав, - цілуйте хрест Ігорю, та будьте вдоволені що дає він вам з власної волі, а не з примусу». | Всі брати поцілували хрест.
1146 — Володимирко захопив Прилук. Всеволод знову зібрав братів, та шуринів, об'єднався з поляками та половцями і оточив Звенигород. Але незумівши взяти його повернувсь у Київ. Продовженню війни зарадила хвороба Всеволода. Коли хворий Всеволод повертався з галицького походу, зупинились вони біля Вишгорода на острові, велів князь покликати до себе найкращих киян, і сказав їм: 
| «Я хворий дуже, ось вам брат мій, візьміть його в князі собі». | Кияни прийняли Ігоря. Після чого Всеволод послав запитати Давидовичів та Ізяслава Мстиславича, чи готові вони прийняти Ігоря, і ті відповіли згодою. Помер Всеволод 1 серпня, і був похоронений в храмі святих Бориса і Гліба у Вишгороді.

## Спадщина
Після його смерті кияни, підбурювані його противниками, виступили проти його наступника Ігоря Олеговича (Київське повстання 1146) і вигнали Ольговичів з Києва.
Ворожий до Ольговичів київський літописець залишив таку характеристику Всеволода, передану В.Татищевим: 
| «Сей великий князь зростом був велик муж і вельми товстий, власів мало на голові мав, борода широка, очі не малі, ніс довгий. Мудрий був у радах і судах — для того, кого хотів, того міг оправдати або звинуватити. Багато наложниць мав і більше у веселощах ніж розправах вправлявся. Через сіє киянинам від нього тягість була велика. І як вмер, то навряд чи хто по ньому, крім баб любимих, заплакав, а більше були раді.» |

## Сім'я
Дружина: Марія Мстиславна, дочка великого князя київського, Мстислава Володимировича.
Діти:
- Святослав Всеволодович (1116—1194) — князь новгородський (1140), турівський (1142, 1154—1155), волинський (1142—1146), бужський (1146), сновський (1151—1154), стародубський (1155—1157), сіверський (1157—1164), чернігівський (1164—1177) і великий князь київський (1173, 1174, 1176, 1176—1181, 1181—1194)[1].
- Ярослав Всеволодович (1139-1196) — князь ропеський (1157—1160), стародубський (1160—1180), чернігівський (1180—1198)[1].
- Анна Всеволодівна (?-?) — дружина Ігоря-Івана Васильковича, князя галицького,[1] теребовельського.[2]
- Звенислава Всеволодівна (?—1163) — дружина Болеслава I Високого, князя сілезького (1142)[1].

## Вшанування пам'яті
У Чернігові є вулиця Ольговичів, на честь роду до якого належав також Всеволод.